# Wilke Thomä
Wilke Thomä, auch Wilken Thomae und Wilkinus Thomas (* vor 1449; † nach 1477) war ein Jurist, kurfürstlicher Rat in Brandenburg und Propst von Lebus und Soldin.

## Leben
1449 war Thomä Dekan des Kollegiatstiftes Beuster bei Seehausen in der Altmark. In den folgenden Jahren war er kurfürstlicher Rat, Rechtsberater, Kaplan und Beichtvater von Kurfürst Friedrich II. von Brandenburg. Um 1452 war er Pfarrer an der Erasmuskirche im neuen Schloss in Cölln bei Berlin.
Von 1455 bis 1457 war Thomä Propst im Domkapitel Lebus-Fürstenwalde.
1474 wurde er als Propst des Kollegiatstiftes Soldin erwähnt, als er vom päpstlichen Legaten Antonius Bonumbra die Genehmigung bekam, Benefizien an von ihm ausgewählte Personen zu vergeben. Dieses eigentlich nur einem Bischof zustehende Recht wurde ihm verliehen, da der Papst den Bischof von Cammin Ludwig von Eberstein die Anerkennung versagt hatte. 1477 konnte Propst Thomä bei einem Prozess vor einem päpstlich autorisierten Gericht die von ihm nominierten Kandidaten jedoch nicht durchsetzen.